# Matutumetes
Matutumetes is een geslacht van Phasmatodea uit de familie Phasmatidae. De wetenschappelijke naam van dit geslacht is voor het eerst geldig gepubliceerd in 2007 door Hennemann & Conle.

## Soorten
Het geslacht Matutumetes omvat de volgende soorten:
- Matutumetes amoenus Hennemann & Conle, 2007
- Matutumetes mindanaensis Hennemann & Conle, 2007